# Sambuca di Sicilia
Sambuca di Sicilia ist eine italienische Gemeinde im Freien Gemeindekonsortium Agrigent in der Autonomen Region Sizilien. Bis 1928 hieß der Ort Sambuca Zabut und erhielt im Rahmen der Italianisierung der Ortsnamen unter Mussolini die jetzige Bezeichnung.
Sambuca di Sicilia ist Mitglied der Vereinigung I borghi più belli d’Italia (Die schönsten Orte Italiens).

## Lage und Daten
Sambuca di Sicilia liegt 55 Kilometer nordwestlich von Agrigent. Die Stadt hat 5301 Einwohner (Stand 31. Dezember 2023), die hauptsächlich in der Landwirtschaft beschäftigt sind.
Sambuca di Sicilia bildet zusammen mit den Gemeinden Menfi, Santa Margherita di Belice und Sciacca eine gemeinsame Weinbauregion. Seit 1995 existiert für die Weinberge um den Stausee Lago Arancio mit der „DOC Sambuca di Sicilia“ eine eigene kontrollierte Ursprungsbezeichnung für Qualitätswein (Denominazione di origine controllata).
Die Nachbargemeinden sind Bisacquino (PA), Caltabellotta, Contessa Entellina (PA), Giuliana (PA), Menfi, Santa Margherita di Belice und Sciacca.

## Geschichte
Bereits zu arabischer Zeit hat es eine Siedlung mit dem Namen Rahl Zabùt gegeben. 1185 ging sie in den Besitz des Klosters von Monreale über.

## Sehenswürdigkeiten
In der Altstadt ist noch heute die islamische Struktur zu erkennen. Sie besteht aus verwinkelten Straßen und geschlossenen Höfen. Im 16. und 17. Jahrhundert wurde die Struktur verändert und es entstanden wichtige Bauwerke.
Die Pfarrkirche Maria SS. Assunta wurde im Mittelalter erbaut und im 17. Jahrhundert umgestaltet. Die Fassade ist durch einen großen viereckigen Turm gekennzeichnet. Die Collegio-Kirche stammt aus dem 18. Jahrhundert.
In der Via Marconi steht die Empfängnis-Kirche aus dem 14. Jahrhundert mit einem Portal aus der Entstehungszeit der Kirche. An der Piazza della Vittoria steht die Carmine-Kirche aus dem 16. Jahrhundert; die Stuckarbeiten im Inneren sind aus dem 19. Jahrhundert. Im Inneren steht auch eine Marmorstatue der Madonna dell'Udienza von Antonello Gagini.
Neben der Kirche steht das Rathaus. Der Panitteri-Palast mit Elementen aus der Spätrenaissance steht an der Piazza Navarro aus dem 16. Jahrhundert; heute ist hier das Ethno-Anthropologische Museum zu besichtigen.
Das Städtische Theater wurde nach dem Erdbeben 1968 mit neuester Technik wieder aufgebaut. Es wurde ursprünglich im Stil der Theater in Palermo und Catania errichtet.
Außerhalb des Ortes liegt der Monte Adranone mit der Ausgrabung eines antiken griechischen Ortes aus dem 6. Jahrhundert v. Chr.

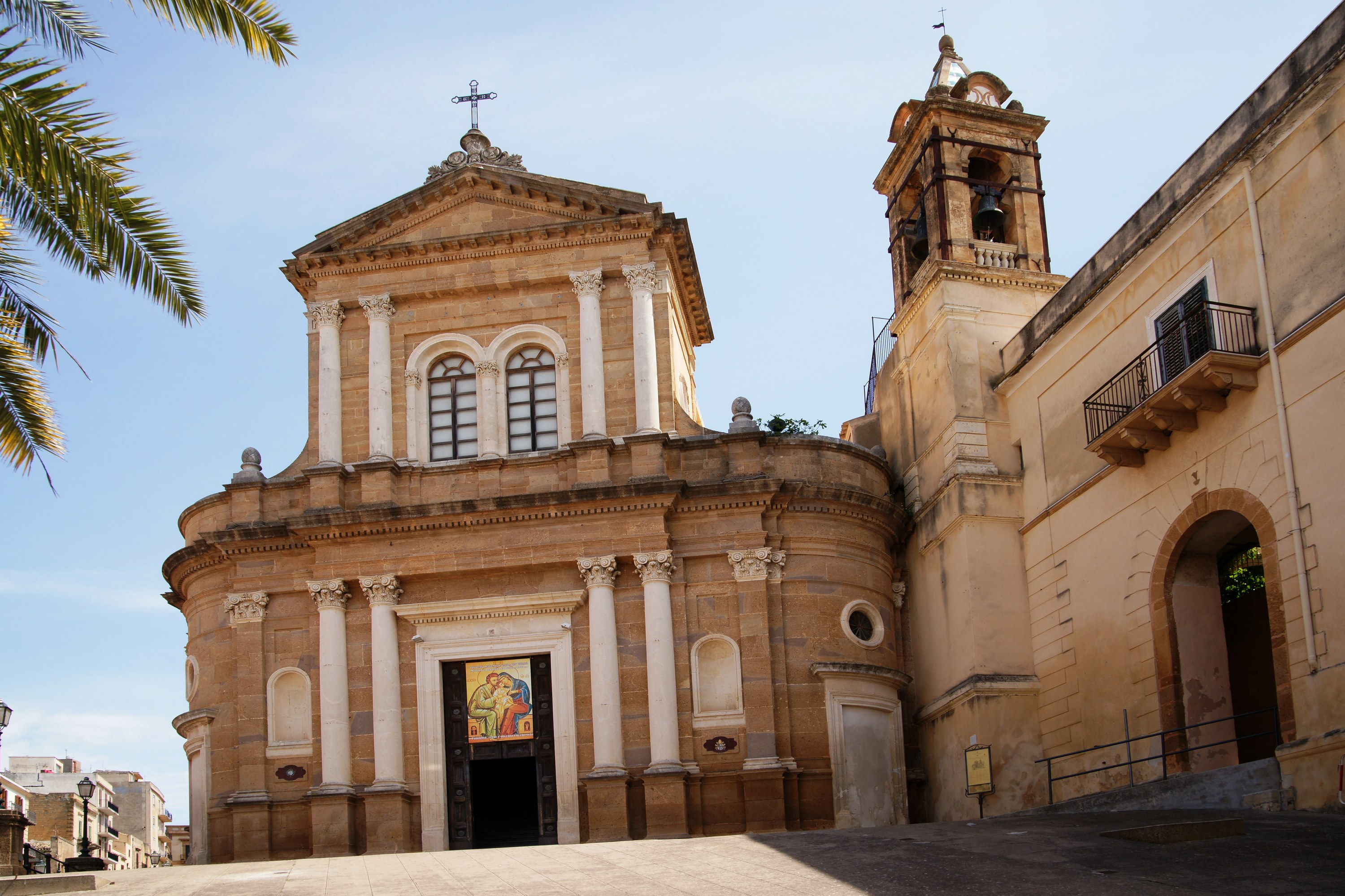
Chiesa del Carmine
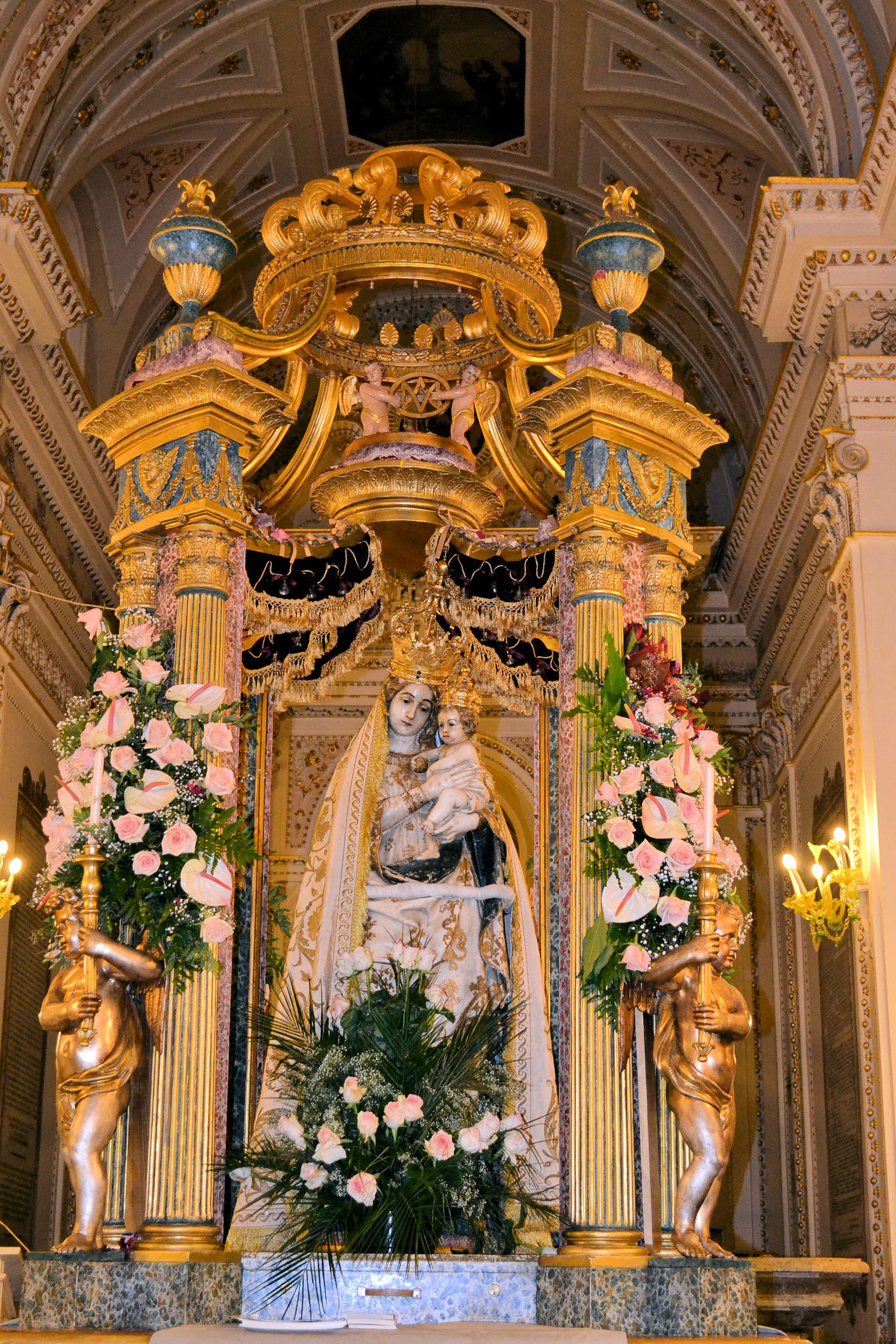
Madonna von Antonello Gagini
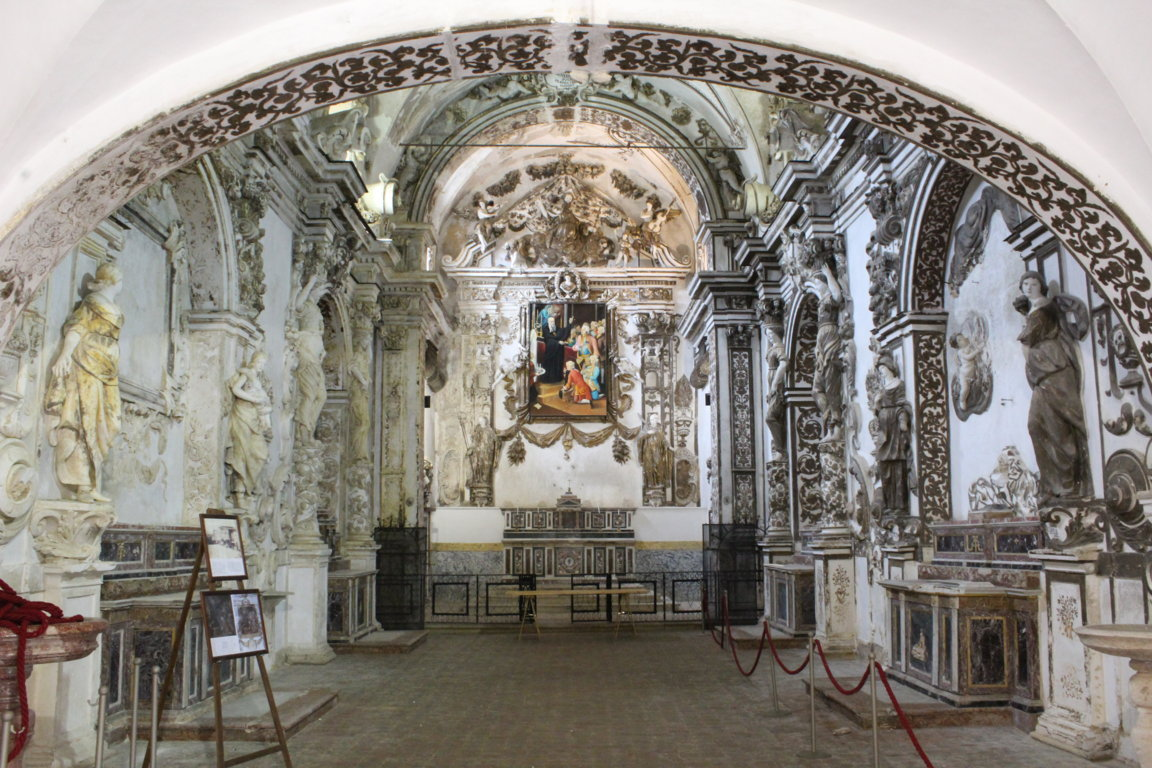
Chiesa di Santa Caterina
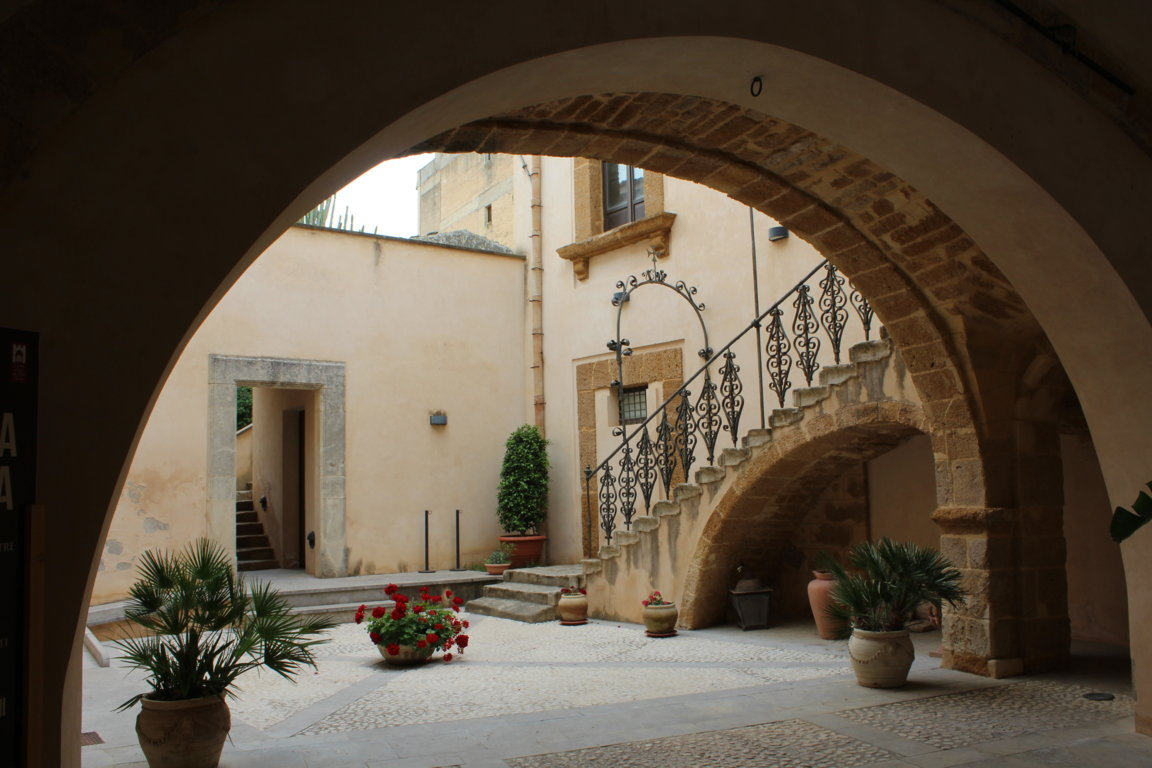
Palazzo Panitteri
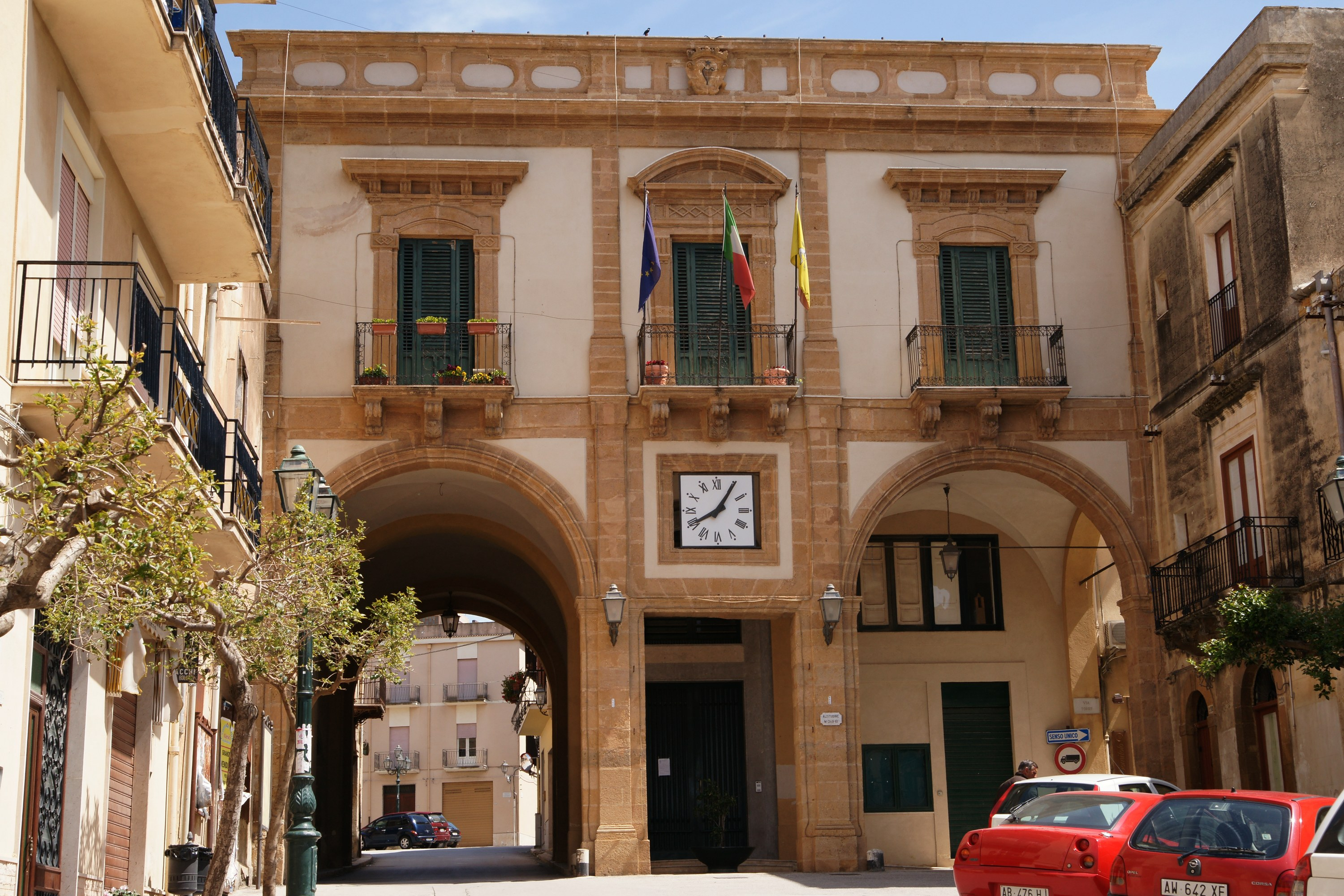
Palazzo dell'Arpa
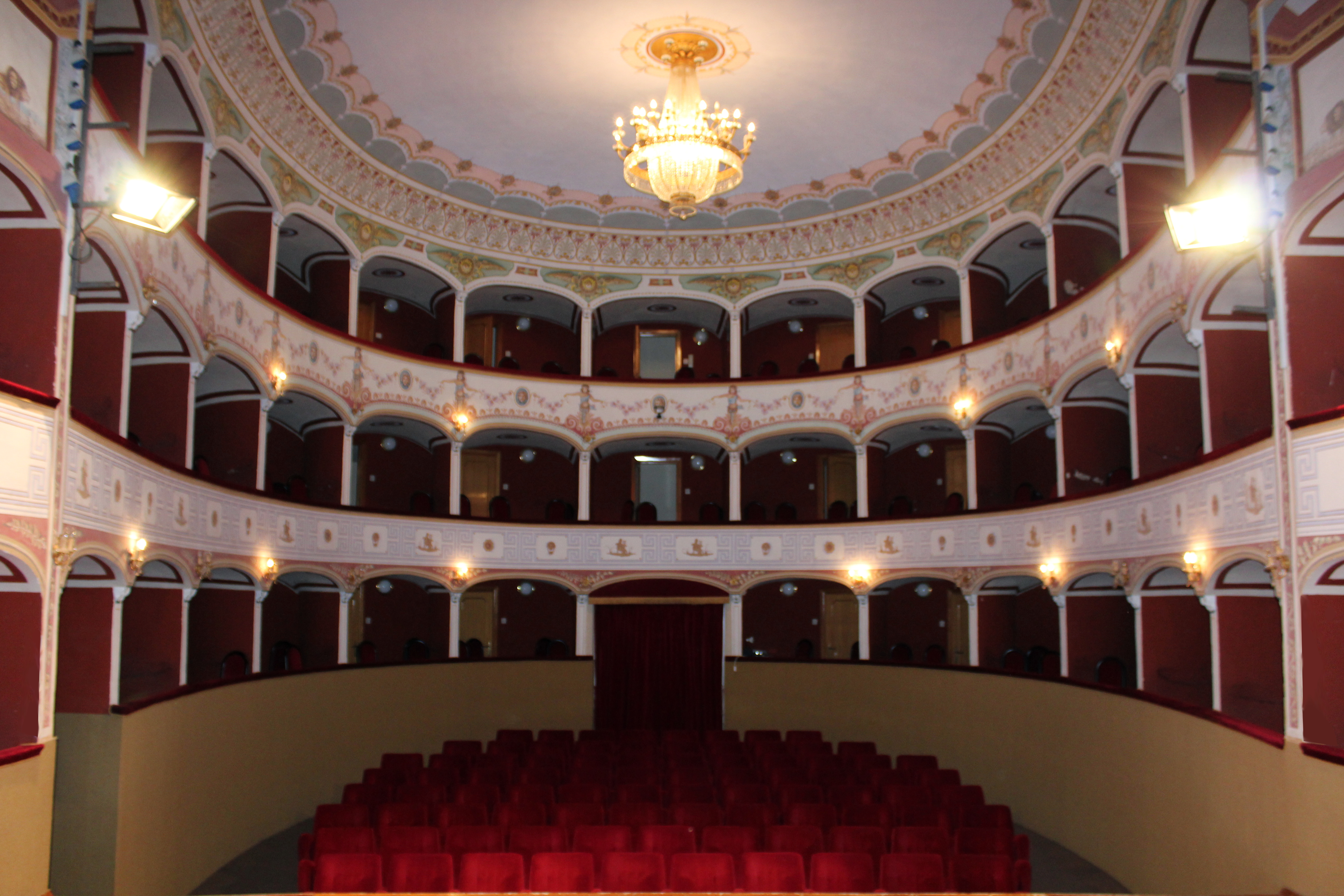
Das Theater
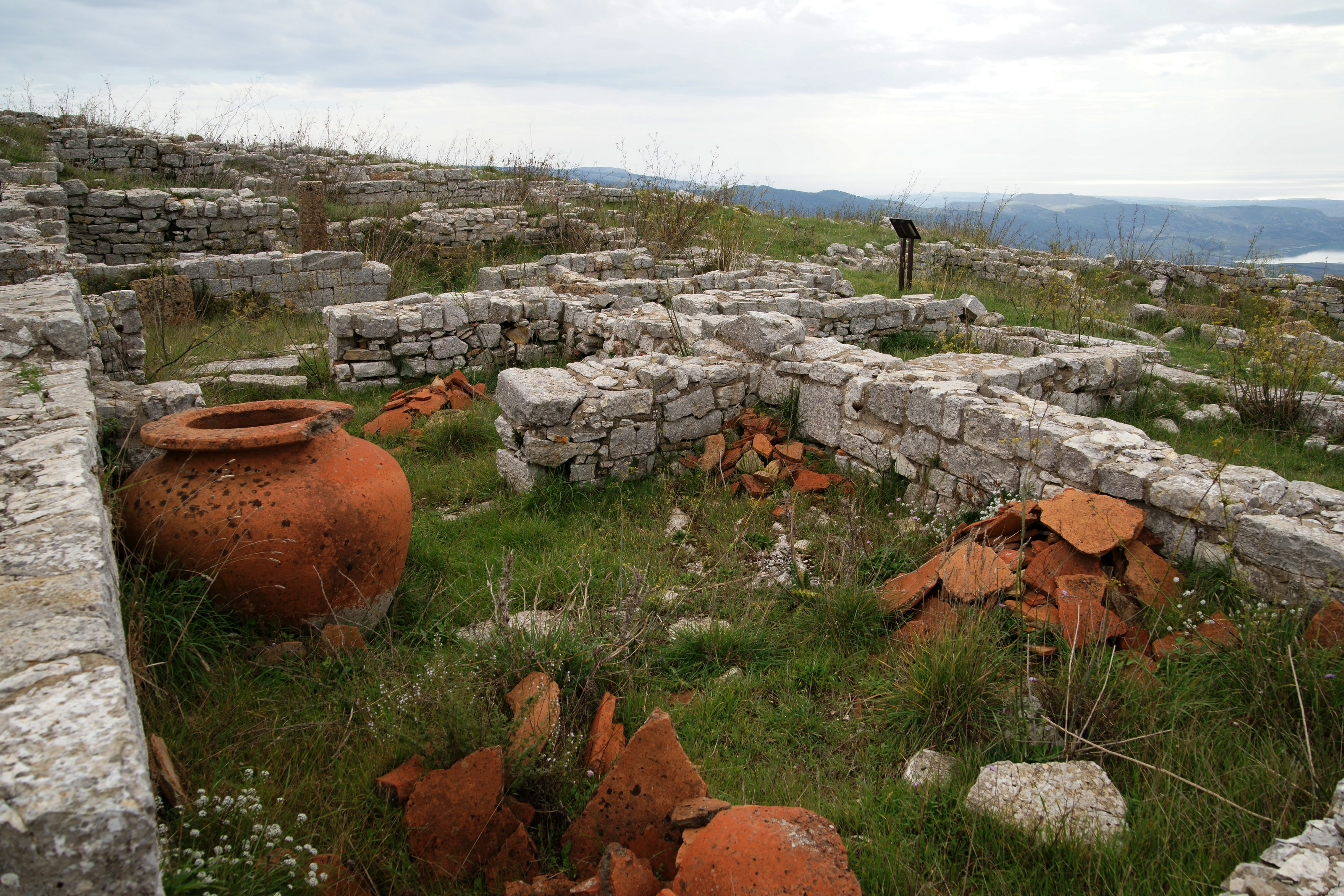
Monte Adranone